# After You've Gone
"After You've Gone" es el séptimo episodio de la primera temporada de la serie de televisión de antología estadounidense de drama criminal True Detective. El episodio fue escrito por el creador de la serie Nic Pizzolatto y dirigido por el productor ejecutivo Cary Joji Fukunaga. Se transmitió por primera vez en HBO en Estados Unidos el 2 de marzo de 2014.
La temporada se centra en los detectives de homicidios de la Policía Estatal de Luisiana Rustin "Rust" Cohle (Matthew McConaughey) y Martin "Marty" Hart (Woody Harrelson), quienes investigan el asesinato de la prostituta Dora Lange en 1995. Diecisiete años después, deben revisar la investigación, junto con varios otros crímenes sin resolver. En este episodio, Cohle y Hart se reúnen después de diez años para investigar más eventos relacionados con sus casos anteriores.
De acuerdo con Nielsen Media Research, el episodio fue visto por aproximadamente 2,34 millones de espectadores domésticos y obtuvo una participación de rating de 1,0 entre los adultos de 18 a 49 años. El episodio recibió elogios de la crítica, que elogió las actuaciones, la escritura, la dirección, la música y el final.

## Trama

### 2012
En un bar, Rust (Matthew McConaughey) le dice a Marty (Woody Harrelson) que encontró evidencia que vincula los asesinatos en Lago Charles con el asesinato de Dora Lange a través de una secta. También descubrió que podría estar relacionado con nuevas desapariciones de decenas de mujeres y niños en la costa de Luisiana. Marty se niega a participar, hasta que Rust lo presiona, afirmando que está "en deuda" con él por matar a Ledoux en 1995 antes de que pudiera confesar algo.
Rust lleva a Marty a su almacén, que está lleno de pruebas que ha guardado durante años. Rust descubrió una inmensa cantidad de desapariciones relacionadas con las escuelas de Tuttle. Una de estas escuelas fue a la que asistió Marie Fontenot antes de cerrar tras acusaciones de abuso de menores. La escuela reabrió sus puertas unos años más tarde, ahora llamada Light of the Way Academy, a la que asistió Rianne Olivier. En 2010, se puso en contacto con uno de los alumnos, Toby Boelert, que ahora ejerce el comercio sexual. Toby explicó que las personas con máscaras de animales a menudo les tomaban fotografías y abusaban de algunos de los niños, y Marie fue la única que habló de ello antes de su desaparición. Además, identifica a una de las personas como el hombre con cicatrices en la cara.
Rust le pide a Marty que lo ayude y le explica que encontró una tradición de Mardi Gras que involucra máscaras de animales y astas de venado, que también es el área de donde se originan los Tuttle. Además, revela que irrumpió en la casa de Tuttle en Baton Rouge, donde recuperó fotografías que mostraban a niños en el bosque con astas y también encontró una cinta de vídeo en la que personas con disfraces y máscaras violaban y asesinaban ritualmente a Marie Fontenot. Marty, que queda escéptico por la evidencia, decide ver el video y queda perturbado por su contenido; acepta ayudarlo, sin avisar a las autoridades, ya que Rust teme que puedan estar involucrados con Tuttle. Simplemente pregunta si estuvo involucrado en la muerte de Tuttle, lo que Rust niega, deduciendo que un miembro de la secta pudo haberlo matado después de que desapareció la cinta de video.
Trasladan la evidencia a la oficina de investigador privado que ahora tiene Marty. Utilizando sus conexiones, Marty recupera viejos casos del departamento de policía. Luego interrogan a Jimmy Ledoux, un pariente lejano de Reggie Ledoux, que no parece estar involucrado en las actividades de Reggie, pero reconoce que una vez conoció al hombre de las cicatrices. También interrogan a Dolores Jackson, quien trabajó para el padre de Billy Lee Tuttle. Dolores dice que el padre de Tuttle tuvo un nieto de otra familia, la familia Childress, y que el niño tenía la cara llena de cicatrices. Luego sufre un ataque de nervios en el que menciona a Carcosa, y se les pide a Rust y Marty que se vayan.
Marty le revela a Rust que los archivos ubicaban al diputado Steve Geraci (Michael Harney) como la persona que investigó originalmente el caso de Marie Fontenot. Marty habla con Geraci, que ahora es sheriff, quien afirma que su jefe, Ted Childress, le ordenó abandonar la investigación. Marty sospecha que no está siendo honesto sobre el caso. Invita a Geraci a ir a pescar en su barco, donde Rust apunta a Geraci a punta de pistola.
Gilbough (Michael Potts) y Papania (Tory Kittles) están en el pantano tratando de encontrar la iglesia quemada que mencionó Rust. Al no poder encontrar la dirección, pasan por un cementerio para preguntarle al cuidador (Glenn Fleshler) la ubicación. Después de que el cuidador les indica la dirección correcta, se marchan, sin darse cuenta de que la parte inferior de su cara tiene muchas cicatrices. Se dice a sí mismo: "mi familia ha estado aquí por mucho, mucho tiempo", lo que implica una conexión con Tuttle. El patrón que está cortando en la hierba también se parece al conocido motivo del triángulo en espiral.

## Producción

### Desarrollo
En enero de 2014, el título del episodio se reveló como "After You've Gone" y se anunció que el creador de la serie Nic Pizzolatto había escrito el episodio mientras que el productor ejecutivo Cary Joji Fukunaga lo había dirigido. Este fue el séptimo crédito de escritura de Pizzolatto y el séptimo crédito de dirección de Fukunaga.

### Escritura
Según el creador Nic Pizzolatto, el episodio estaba destinado a detener cualquier indicio de que Cohle o Hart serían el asesino, explicando: "Hay suficiente historia fragmentaria en el Episodio 7 que, como el iceberg de Hemingway, lo que está oscurecido puede discernirse por lo que es visible. Tenemos más contexto y dimensión para explorar con el asesino, pero las verdaderas preguntas ahora son si Cohle y Hart tendrán éxito, qué encontrarán y si saldrán con vida".

## Recepción

### Audiencia
El episodio fue visto por 2,34 millones de espectadores, lo que le valió un 1,0 en la escala de rating de Nielson para el grupo demográfico de 18 a 49 años. Esto significa que el 1 por ciento de todos los hogares con televisores vieron el episodio. Esto representó una disminución del 12 % con respecto al episodio anterior, que fue visto por 2,64 millones de espectadores con un 1,1 en el grupo demográfico de 18 a 49 años.

### Reseñas críticas
"After You've Gone" recibió elogios de la crítica. Jim Vejvoda de IGN le dio al episodio un "sorprendente" 9 sobre 10 y escribió en su veredicto: "True Detective se ha vuelto más familiar y directo en los dos últimos episodios a medida que resuelve su misterio central, pero las actuaciones y la ejecución general del espectáculo sigue siendo estelar".
Erik Adams de The AV Club fue más crítico, le dio al episodio una calificación de "C" y escribió: "Me preocupa que, después de siete episodios de respuestas difíciles y moralidad confusa, True Detective se dirige hacia una conclusión ordenada en la que Marty y Rust obtenga el momento heroico que inventaron después de matar a Ledoux. Mientras tanto, las caídas que él y su antiguo compañero han sufrido me mantienen anticipando ese final, y hacen que los obstáculos de esta noche sean más fáciles de superar.... Se han reducido a un equipo de dos hombres, que solo intentan corregir un último error. Para que eso sucediera, tenían que convertirse en idiotas. Es simplemente una lástima que el episodio en el que eso sucede también sea un poco idiota". 
Britt Hayes de Screen Crush escribió: "After You've Gone' avanza a toda velocidad para brindarnos un episodio increíblemente apasionante que inspiró más de unos pocos puñetazos por parte de un servidor, y mientras Nic Pizzolatto presenta más de ese profundo particular enfoque procesal frito y desconcertante en un esfuerzo por impulsar las cosas hacia adelante de una manera implacable, eso no quiere decir que haya abandonado la filosofía por completo".
Alan Sepinwall de HitFix escribió: "Y la estructura de la serie significa que cualquier cosa podría suceder en el final de la próxima semana: la muerte de uno o ambos héroes, el éxito o el fracaso de su investigación, una explicación perfectamente mundana para las actividades de este familia de asesinos, o una más sobrenatural acorde con las muchas teorías sobre el Rey Amarillo, Carcosa y otros. Esta historia termina después de una hora más, pase lo que pase, y luego se borra la pizarra. A Rust Cohle ya no le importa nada pero cerrar este círculo, lo que lo hace increíblemente peligroso. Y como Pizzolatto no tiene que preocuparse por traer a ninguno de estos personajes a la temporada 2 de True Detective, es igual de peligroso".  Gwilym Mumford de The Guardian escribió: " After You've Gone' de True Detective no llega tan lejos como esos programas en su cumplimiento de la regla. Por supuesto, es un episodio que resuelve el misterio central del programa. – la identidad del 'hombre marcado' – pero gran parte de la hora trata de sentar las bases".  Kevin Jagernauth de IndieWire le dio al episodio una calificación de "B" y escribió: "Con Pizzolatto describiendo los dos últimos episodios de True Detective como el tercer acto de su saga, gran parte de 'After You've Gone' juega como una mesa". escenario para el final, pero aun así, innegablemente fascinante". 
James Poniewozik de Time escribió: " After You've Gone', el penúltimo episodio de la primera temporada de True Detective, deja atrás en gran medida el pasado, en el sentido estructural. A medida que avanza hacia su final, la mayor parte tiene lugar en 2012, dejando atrás la compleja estructura de la serie, de saltos en el tiempo, flashbacks e interrogatorios. Y, sin embargo, mientras reúne a Marty y Rust, desgastados, 'After You've Gone' también está cargado de cosas del pasado".  Kenny Herzog de Vulture le dio al episodio una calificación de 4 estrellas sobre 5 y escribió: "Con una última hora de espera, no es prematuro decir que Nic Pizzolatto y Cary Fukunaga han tenido éxito en esa diligencia. True Detective nos ha llevado en un arco que los programas menores podrían resolver en un solo episodio o, como hemos visto más comúnmente, prolongarse por la fuerza hasta el punto de desconsolar al espectador. En cambio, ha utilizado una narrativa finita para presentar una increíble población de personajes interconectados, ninguno de ellos. quienes son meras pistas falsas, al tiempo que nos permiten tropezar con convicciones junto con los protagonistas del programa. Sin mencionar toda esa filosofía de pensamiento, ya sea intrascendente o esencial, lo único seguro es que, cuando Rust y Marty se encuentran con el parche de los Tuttle de tierra fuera de Erath, la mierda está a punto de volverse real".  Tony Sokol de Den of Geek le dio al episodio una calificación perfecta de 5 estrellas sobre 5 y escribió: "Mencioné Angel Heart en referencia a True Detective y escribí sobre el género de detectives satánicos en su conjunto. Esta serie es muy satisfactoria. Es como ver Angel Heart, si esa es tu taza de té darjeeling: es uno de mis favoritos de todos los tiempos, primero en cámara lenta. Cada detalle desagradable se extiende frente a ti para que lo disfrutes. en porciones de una hora, pero piensa cómo será cuando veas en exceso a este hijo de puta". 
Chris O'Hara de TV Fanatic le dio al episodio una calificación perfecta de 5 estrellas sobre 5 y escribió: "Rust y Marty se habían salido de control y fuera de la vida del otro, pero ahora parecían estar girando hacia una resolución final con solo un episodio por delante."  Shane Ryan de Paste le dio al episodio un 9,6 sobre 10 y escribió: "Nos queda una hora con estos notables personajes y, si tengo una idea, los círculos de su destino se cerrarán cuando lleguen los créditos finales". 